# (2584) Turkmenia
(2584) Turkmenia (1979 FG2) – planetoida z pasa głównego asteroid okrążająca Słońce w ciągu 3,33 lat w średniej odległości 2,23 j.a. Odkryta 23 marca 1979 roku.